# Розьєр (аеростат)

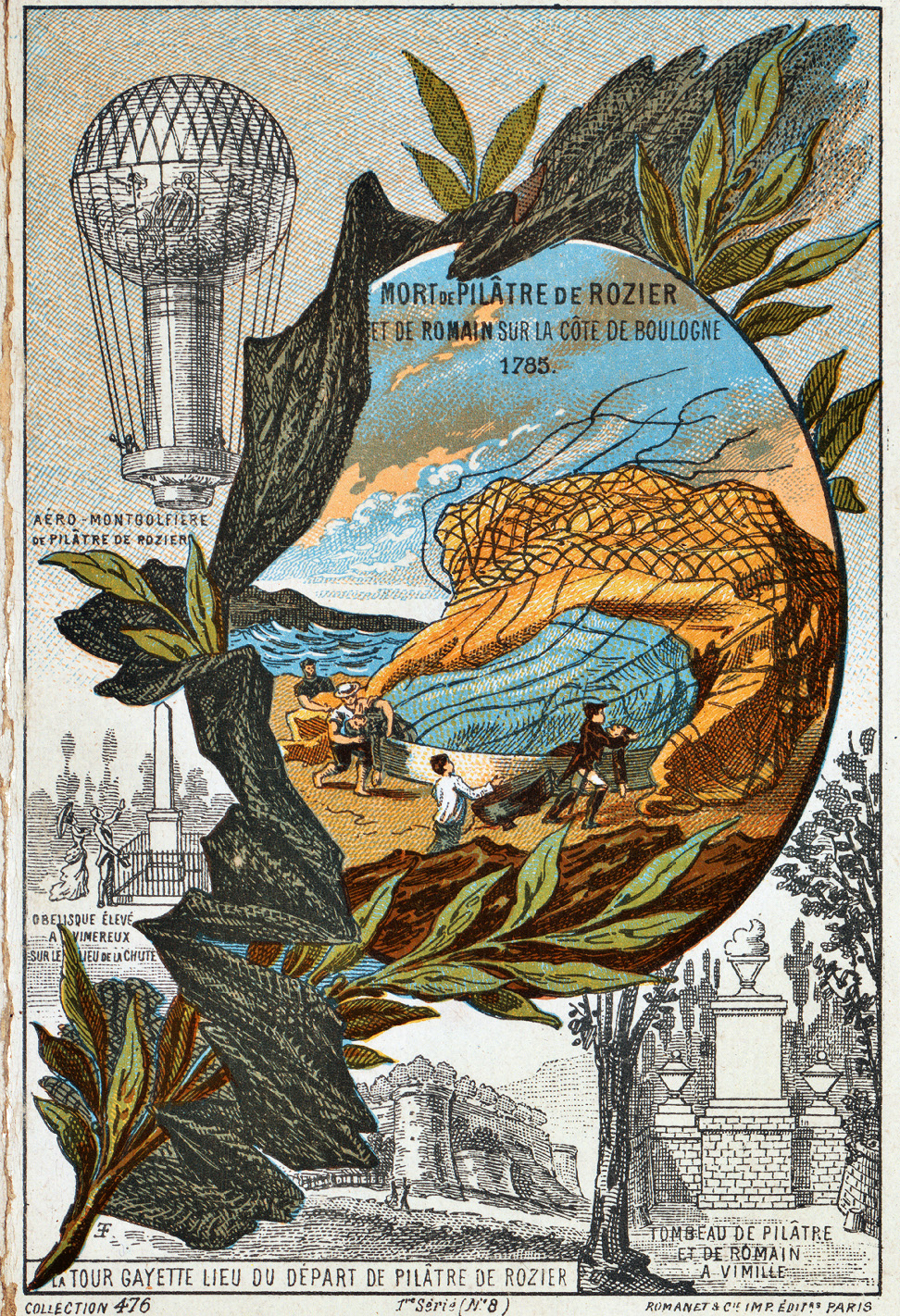
Ілюстрація, присвячена загибелі Пілатра де Розьє й Ромена. Вгорі зліва зображено сконструйований французом аеростат, згодом названий його ім'ям.

Розьє́р (фр. rozière) — різновид аеростата (повітряне судно, легше за повітря), що використовує для польоту підйомну силу двох оболонок, наповнених відповідно газом з питомою вагою нижчою, ніж у повітря, і нагрітим повітрям.

## Класифікація
За класифікацією Міжнародної авіаційної федерації (фр. Federation Aeronautique Internationale, FAI) розьєри складають підклас AM (англ. Mixed balloons) і поділяються на 15 категорій залежно від об'єму: від AM-1 (до 250 м3) до AM-15 (понад 22 000 м3).

## Історія
Винахідником першого комбінованого аеростата став французький фізик Пілатр де Розьє. Конструкція складалася з двох з'єднаних оболонок: верхня, сферична, була заповнена воднем, а нижня, циліндрична, — підігрітим повітрям. За задумом автора, апарат мав поєднувати переваги шарльєрів (газових аеростатів) і монгольф'єрів (аеростатів з нагрітим повітрям). 15 червня 1785 року Розьє разом із помічником Роменом спробував на своєму літальному апараті перетнути протоку Ла-Манш, але через технічну несправність аеростат упав з великої висоти, не відлетівши від берегів Франції, і обидва випробовувачі загинули.
1999 року швейцарець Бертран Пікар і англієць Брайан Джонс здійснили першу у світі успішну безпосадкову навколосвітню подорож на повітряній кулі-розьєрі Breitling Orbiter 3.